# Liebesbankweg (Harz)

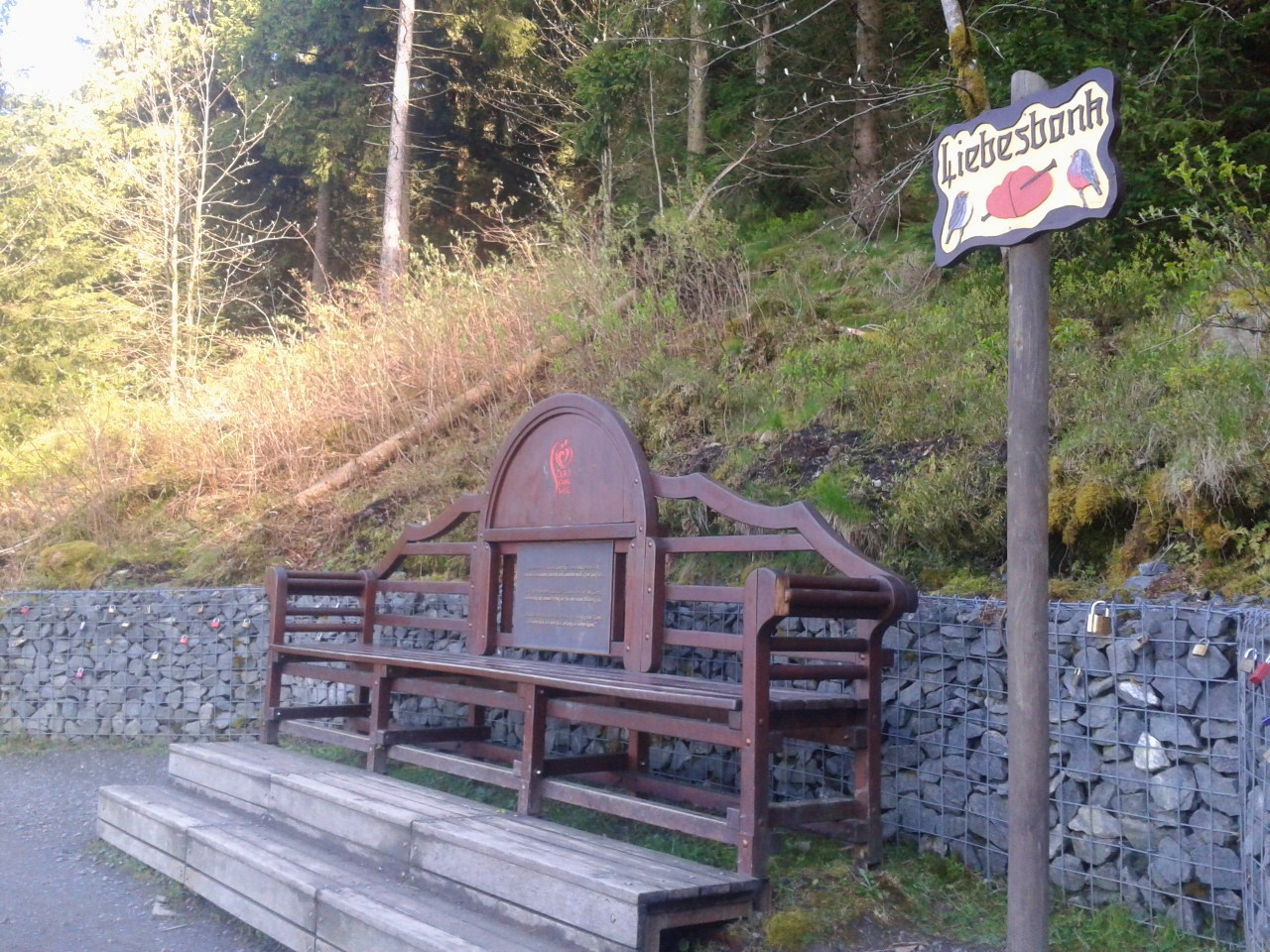
Liebesbank

Der Liebesbankweg ist ein Wanderweg rund um den Bocksberg bei Hahnenklee-Bockswiese. Der Rundwanderweg trägt seine Bedeutung im Namen, am Weg befinden sich „Hochzeitsbänke“ sowie andere Kunstobjekte.
Die namensgebende Liebesbank ist als Nr. 112 in das System der Stempelstellen der Harzer Wandernadel einbezogen. Der Weg wurde im Jahr 2007 als einer der ersten Premiumwanderwege in Niedersachsen ausgezeichnet.

## Geschichte

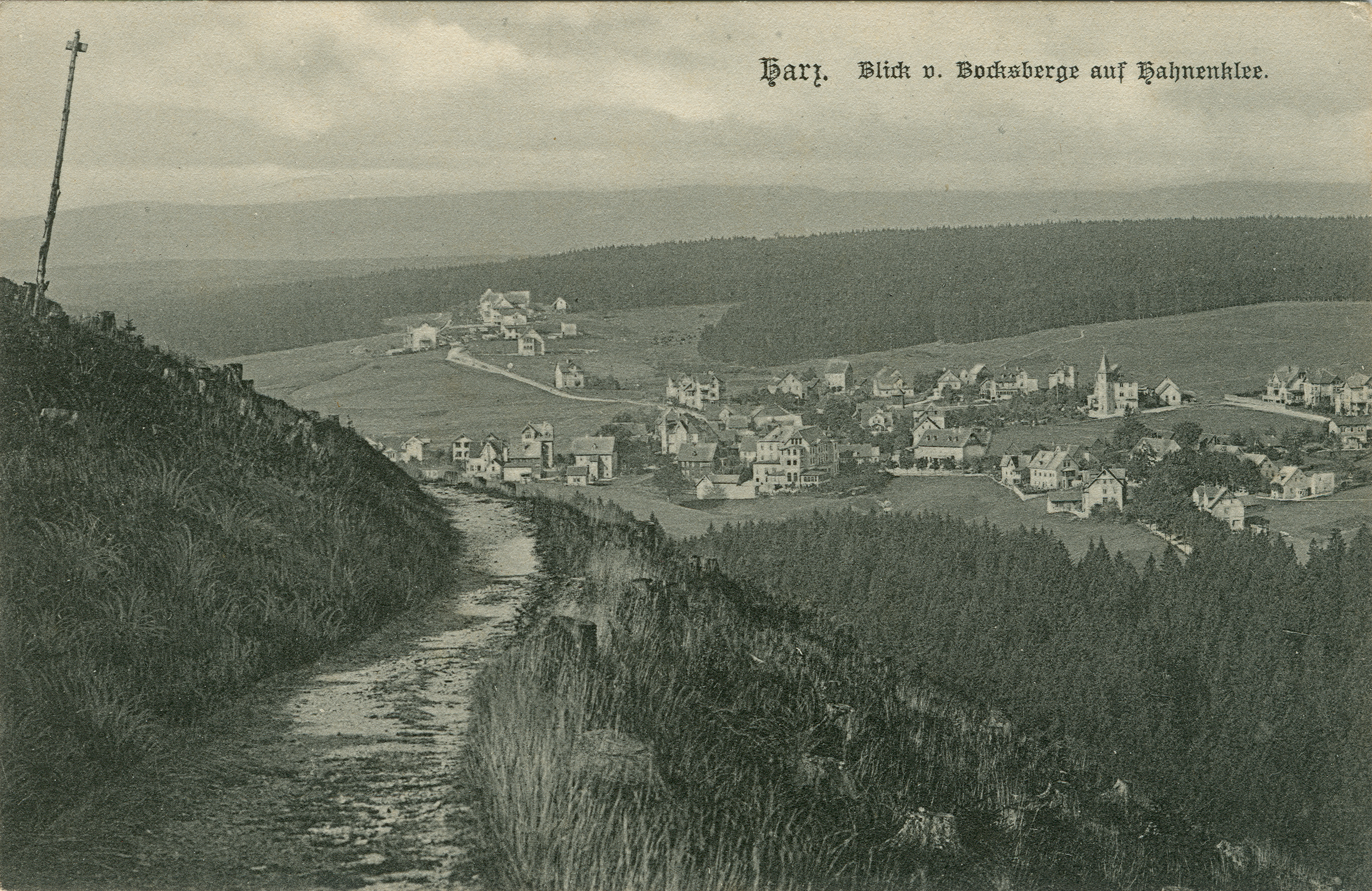
Liebesbankweg und Blick auf Hahnenklee um 1907

Eine Liebesbank gab es an der heutigen Stelle bereits Anfang des 20. Jahrhunderts   und der Wanderweg mit Aussicht auf Hahnenklee und das Granetal wurde von da an auch Liebesbankweg genannt. Auf Initiative des für die Tourismusvermarktung zuständigen Goslarers Michael Bitter wurde dieser Weg auf einer besonders attraktiven Route zu einem sieben Kilometer langen Rundweg verlängert, lückenlos ausgeschildert und mit besonderen Sehenswürdigkeiten, Kunstwerken und vielen besonderen Bänken mit Bezug zur Liebe ausgestattet. Dieser neue Weg wurde 2007 eröffnet.

## Geographische Lage
Der Liebesbankweg führt um den Bocksberg. Die namensgebende Bank erreicht man am besten, wenn man vom Parkplatz östlich der Gustav-Adolf-Stabkirche in Hahnenklee dem Liebesbankweg in Richtung Auerhahnteich folgt. Es gibt aber auch andere Einstiege am Auerhahn, bei Kreuzeck sowie in Bockswiese. 

## Verlauf
Die Tourist-Information Hahnenklee hält ein Faltblatt bereit, das alle 25 Attraktionen entlang des Weges beschreibt. Neben den kunstvoll gestalteten Bänken, die auf dem Rundweg Möglichkeiten zum Verweilen und Natur genießen anbieten, finden sich Tafeln mit kleinen Gedichten von Johann Wolfgang von Goethe, Heinrich Heine und Heinz Rudolf Kunze, die sogenannten Ge(h)-Dicht-Steine. Oberhalb des Auerhahnteiches hat der Bildhauer Oliver Pohl den Evergreen von Drafi Deutscher „Marmor, Stein und Eisen bricht…“ in Szene gesetzt. Ein Stück weiter trifft man an den Grumbacher Teichen auf die Harzgondeln. Dort verläuft der Liebesbankweg ein Stück entlang des UNESCO-Welterbes Oberharzer Wasserregal. Gegen Abschluss des Rundwanderweges liegt ein sehenswertes Kneipp Wassertretbecken im Hundertwasserstil.
Der Rundweg hat eine Länge von etwa 7 Kilometer und stellt keine großen Herausforderungen an den Wanderer. Bei Skibetrieb im Winter ist aber vom Liebesbankweg abzuraten, da er an zwei Stellen die Skipiste kreuzt.

## Aussichtsmöglichkeit
Von der Liebesbank besteht eine Aussicht in Richtung Wolfshagen im Harz über den 606 m ü. NN hohen Langentalskopf.